# Bazaar
Bazaar (раніше відома як Bazaar-NG, ім'я утиліти командного рядка bzr) — розподілена система керування версіями, розробка якої спонсорується фірмою Canonical Ltd.. Система Bazaar розроблена з метою полегшити роботу над розвитком вільних і відкритих проєктів для всіх охочих.
Команда розробників фокусується на тому, щоб зробити легку у використанні, точну в деталях і дуже гнучку систему, що підлаштовується під конкретні потреби користувачів. Також велика увага приділяється питанням роботи з безліччю гілок і їхнім подальшим об'єднанням. Bazaar може використовуватися як одним розробником для роботи над численними локальними гілками, так і групою розробників, котрі спільно працюють у мережі.
Система контролю версій Bazaar написана на мові програмування Python. Існують установні пакунки для основних дистрибутивів Linux, інсталятори для Mac OS X і MS Windows. Bazaar — це вільне програмне забезпечення, та від 2008 є частиною проєкту GNU. Серед проєктів, що використовують Bazaar можна відзначити Ubuntu, GNU, MySQL, Linux Foundation, Debian, Inkscape та Squid.

## Можливості
Команди Bazaar дуже схожі на команди, які використовуються в CVS або SVN. Для створення і підтримки нового проєкту без використання спеціального сервера з репозиторієм користувачеві досить запустити команду bzr init у каталозі, який потрібно помістити під контроль версій.
На відміну від суто розподілених систем контролю версій, які не використовують центральний сервер, Bazaar підтримує роботу як з сервером так і без нього. Можливо навіть використовувати обидва методи одночасно для одного і того ж проєкту. Сайти Launchpad і Sourceforge пропонують вільний хостинг для проєктів, які використовують Bazaar.
Bazaar підтримує роботу напряму з деякими іншими системами контролю версій. Користувачі можуть створювати нові гілки на основі репозиторіїв інших систем (таких як Subversion або Git), робити локальні зміни і фіксувати їх в Bazaar-гілці, а потім відправляти свої зміни назад в оригінальний репозиторій. Bazaar підтримує базові операції з Subversion (необхідний плагін bzr-svn), а також з Git (треба плагін bzr-git). Також розпочато роботу над підтримкою Mercurial. Плагін bzr-hg вміє поки небагато, проте його функцій досить, щоб відобразити історію ревізій у графічному вигляді.
Bazaar підтримує повний набір символів Unicode в іменах файлів. Система також дозволяє використовувати Unicode для складання коментарів до ревізій, в іменах авторів змін тощо.
Система Bazaar написана на мові програмування Python і має такі особливостями:
- Висока гнучкість як при централізованому, так і при розподіленому використанні;
- Швидке створення гілок і засоби для автоматичного злиття змін, включаючи можливість перейменування файлів і директорій;
- Підтримка всіх основних операційних систем, у тому числі наявність бінарних збірок для Windows і Mac OS X;
- Компактне зберігання історії;
- Інтерфейс для взаємодії з іншими системами керування сирцевими текстами, наприклад, наявність засобів імпорту та експорту для Subversion, Git і Mercurial;
- API для швидкої розробки застосунків на мові програмування Python. На сайті проєкту можна знайти близько 100 різних плагінів.

## Публічні сховища c підтримкою Bazaar
- Launchpad
- GNU Savannah
- Sourceforge

## Проєкти, що використовують Bazaar
Bazaar використовується як при роботі над багатьма відкритими проєктами, так і низкою комерційних організацій[11]. Список найвідоміших відкритих проєктів, які використовують Bazaar, включає в себе:
- GNU Mailman,[12][13]
- MySQL,[14]
- Gnash[15][16]
- GNOME bindings for Java.[12][17]
- Squid[18]
- GNU Emacs[19]
- Inkscape[20]
- Calibre[21]

## Виноски
1. ↑  What is Bazaar?. Архів оригіналу за 14 липня 2013. Процитовано 31 серпня 2011. Bazaar is an official GNU project, licensed under the GPLv2 or later, at your option. [Архівовано 2013-05-09 у Wayback Machine.]
2. ↑  Clatworthy, Ian. Version Control: The Future is Adaptive. Архів оригіналу за 28 березня 2012. Процитовано 31 серпня 2011.
3. ↑  Bazaar user reference: команда merge. Архів оригіналу за 19 вересень 2009. Процитовано 31 серпень 2011. [Архівовано 2009-09-19 у Wayback Machine.]
4. ↑  Bazaar user reference: criss-cross merge. Архів оригіналу за 19 вересень 2009. Процитовано 31 серпень 2011. [Архівовано 2009-09-19 у Wayback Machine.]
5. ↑  Pool, Martin (26 лютого 2008). Bazaar is now a GNU project. bazaar-announce (Список розсилки). Архів оригіналу за 13 квітня 2016. Процитовано 23 травня 2008.
6. ↑  Pool, Martin (21 травня 2008). Bazaar becomes a GNU project. info-gnu (Список розсилки). Архів оригіналу за 3 березня 2016. Процитовано 23 травня 2008.
7. ↑  bzr man page. Архів оригіналу за 23 травня 2009. Процитовано 22 січня 2009.
8. ↑  Vernooij, Jelmer; John Meinel, Olad Conradi, Martin Pool, Wouter Van Heyst, Aaron Bentley (15 червня 2007). BzrForeignBranches. Архів оригіналу за 28 березня 2012. Процитовано 21 червня 2007. [Архівовано 2022-06-28 у Wayback Machine.]
9. ↑  Vernooij, Jelmer; Mark Lee, Neil Martinsen-Burrell, Robert Collins, Alexandre Vassalotti, Stijn Hoop (7 червня 2007). BzrForeignBranches/Subversion. Архів оригіналу за 28 березня 2012. Процитовано 21 червня 2007. [Архівовано 2007-06-26 у Wayback Machine.]
10. ↑  Vernooij, Jelmer (19 вересня 2009). BzrForeignBranches/Git. Архів оригіналу за 28 березня 2012. Процитовано 31 серпня 2011. [Архівовано 2022-06-13 у Wayback Machine.]
11. ↑  The Bazaar Hg Plugin in Launchpad. Архів оригіналу за 26 вересня 2006. Процитовано 31 серпня 2011.
12. 1 2  Projects using Bazaar. Canonical Ltd. 28 квітня 2008. Архів оригіналу за 28 березня 2012. Процитовано 23 травня 2008. [Архівовано 2012-04-07 у Wayback Machine.]
13. ↑  Mailman source code branches. 4 грудня 2007. Архів оригіналу за 28 березня 2012. Процитовано 23 травня 2008.
14. ↑  Arnö, Kaj (19 червня 2008). Version Control: Thanks, BitKeeper - Welcome, Bazaar. Архів оригіналу за 28 березня 2012. Процитовано 19 червня 2008.
15. ↑  GNU Gnash. Архів оригіналу за 14 травня 2019. Процитовано 31 серпня 2011.
16. ↑  Download Gnash. Архів оригіналу за 24 листопада 2021. Процитовано 20 квітня 2022. [Архівовано 2021-11-24 у Wayback Machine.]
17. ↑  Operational Dynamics Pty Ltd. Get java-gnome!. Архів оригіналу за 28 березня 2012. Процитовано 23 травня 2008.
18. ↑  Squid3VCS — Squid Web Proxy Wiki. Архів оригіналу за 22 лютого 2011. Процитовано 31 серпня 2011. [Архівовано 2011-02-22 у Wayback Machine.]
19. ↑  GNU Emacs is on Bazaar now. Архів оригіналу за 17 жовтня 2011. Процитовано 31 серпня 2011.
20. ↑  Code: Inkscape. Архів оригіналу за 2 жовтня 2011. Процитовано 31 серпня 2011.
21. ↑  Calibre. Архів оригіналу за 11 жовтня 2011. Процитовано 31 серпня 2011.